# The story of
The story of is een muziekalbum van The Cats uit 1983. De elpee verscheen onder dezelfde naam maar met een andere hoes en een lichtelijk andere samenstelling ook in België.
De elpees kwamen in een tijd dat The Cats uit elkaar waren, de gelegenheidssingle La diligence uitbrachten, en het niet meer lang duurde dat ze weer samen gingen.
De elpee stond in Nederland dertien weken in de Album Top 100 en behaalde nummer acht als hoogste positie. De elpee verwierf de goudstatus.

## Nummers van de Nederlandse elpee
De duur van de nummers is ontleend van andere elpees (voornamelijk de Belgische elpee hieronder) en kan met deze elpee verschillen.
| Nummer | Naam                                                 | Geschreven door                           | Duur | Opmerkingen |
| ------ | ---------------------------------------------------- | ----------------------------------------- | ---- | ----------- |
| A1     | Why                                                  | Arnold Mühren                             | 4:00 |             |
| A2     | Let's dance                                          | Piet Veerman                              | 3:32 |             |
| A3     | Lea                                                  | Arnold Mühren                             | 3:50 |             |
| A4     | Vaya con Dios                                        | Larry Russell, Inez James en Buddy Pepper | 3:25 |             |
| A5     | Rock 'n' roll (I gave you the best years of my life) | Kevin Johnson                             | 5:03 |             |
| A6     | Marian                                               | Arnold Mühren                             | 3:58 |             |
| A7     | Be my day                                            | Larry Murray                              | 3:00 |             |
| A8     | A letter                                             | Piet Veerman en John Möring               | 3:21 |             |
| B1     | One way wind                                         | Arnold Mühren                             | 3:45 |             |
| B2     | Maribaja                                             | Arnold Mühren                             | 3:08 |             |
| B3     | Sure he's a cat                                      | Roger Greenaway en Roger Cook             | 2:24 |             |
| B4     | Where have I been wrong                              | Piet Veerman                              | 4:10 |             |
| B5     | Scarlet ribbons                                      | Evelyn Danzig en Jack Segal               | 3:21 |             |
| B6     | Magical mystery morning                              | Arnold Mühren                             | 2:40 |             |
| B7     | If you'll be my woman                                | Cees Veerman                              | 4:07 |             |
| B8     | The end of the show                                  | Cees Veerman                              | 4:30 |             |

## Nummers van de Belgische elpee
De exacte duur van de nummers op deze elpee is in deze tabel verwerkt. Het verschil in de keuze van de nummers tussen deze elpee en de elpee die in Nederland werd uitgebracht, zit in de eerste nummers van de B-kant. De nummers Sure he's a cat en Scarlet ribbons hebben hier plaatsgemaakt voor het nieuwe nummer La diligence en een nummer dat nog niet eerder verscheen op een Cats-elpee (in Nederland), El Paso.
| Nummer | Naam                                                 | Geschreven door                           | Duur | Opmerkingen |
| ------ | ---------------------------------------------------- | ----------------------------------------- | ---- | ----------- |
| A1     | Why                                                  | Arnold Mühren                             | 4:00 |             |
| A2     | Let's dance                                          | Piet Veerman                              | 3:32 |             |
| A3     | Lea                                                  | Arnold Mühren                             | 3:50 |             |
| A4     | Vaya con Dios                                        | Larry Russell, Inez James en Buddy Pepper | 3:25 |             |
| A5     | Rock 'n' roll (I gave you the best years of my life) | Kevin Johnson                             | 5:03 |             |
| A6     | Marian                                               | Arnold Mühren                             | 3:58 |             |
| A7     | Be my day                                            | Larry Murray                              | 3:00 |             |
| A8     | A letter                                             | Piet Veerman                              | 3:21 |             |
| B1     | La diligence                                         | Jos Cleber, Arnold Mühren en Piet Veerman | 3:28 |             |
| B2     | One way wind                                         | Arnold Mühren                             | 3:45 |             |
| B3     | Maribaja                                             | Arnold Mühren                             | 3:08 |             |
| B4     | Where have I been wrong                              | Piet Veerman                              | 4:10 |             |
| B5     | El Paso                                              | Marty Robbins                             | 4:50 |             |
| B6     | Magical mystery morning                              | Arnold Mühren                             | 2:40 |             |
| B7     | If you'll be my woman                                | Cees Veerman                              | 4:07 |             |
| B8     | The end of the show                                  | Cees Veerman                              | 4:30 |             |